# Цуканов, Кирилл Игоревич
Кири́лл И́горевич Цука́нов (род. 21 июня 1991, Балаково, Саратовская область) — российский и украинский спидвейный гонщик. Мастер Спорта Международного Класса.  Чемпион Украины в личном зачёте среди юниоров и взрослых, бронзовый призёр Чемпионата мира и Чемпионата Европы среди юниоров, вице-чемпион Кубка европейских чемпионов. Чемпион России в парном зачёте.

## Клубная карьера
Воспитанник балаковской школы спидвея, где занимался по 2007 г., однако, перед сезоном 2008 г. переехал на Украину и стал выступать по украинской спортивной лицензии при финансировании Геннадия Бугаенко. В 2008 г. выступал в КЧР в составе клуба «Шахтёр» (Червоноград), затем сосредоточился на выступлениях в польской и украинской лигах. Во второй польской лиге выступал за клубы из Ровно (Украина), Мишкольца (Венгрия), Лодзи и Кракова (Польша).В 2010 году команда "Ожел" из города Лодзь вышла в первую польскую лигу где являлся одним из лидеров клуба.
За 5 лет на Украине (2008-2013) стал чемпионом страны среди юниоров (2008,2009 и 2010) и взрослых (2011,2012), в составе украинской юниорской сборной завоевал бронзовые медали чемпионатов Европы (2012) и мира (2011). В 2011 году в составе клуба «Шахтёр» стал серебряным призёром Кубка Европейских чемпионов.
Выступал также в шведской, датской лиге и личном чемпионате Венгрии, стал обладателем кубка МАСЕС  2011 года.
В середине 2012 года прекратил сотрудничество с основным украинским менеджером Бугаенко и перед сезоном 2013 года вернулся в Россию, где выступал в составе клубов «Салават» и «Турбина».

### Среднезаездный результат
| Лига         | 2008                | 2009           | 2010              | 2011         | 2012        | 2013          | 2014          | 2015 | 2016          | 2017          |
| ------------ | ------------------- | -------------- | ----------------- | ------------ | ----------- | ------------- | ------------- | ---- | ------------- | ------------- |
| Флаг России  | 0,722 Шахтёр        | -              | -                 | -            | -           | 1,294 Салават | 1,308 Турбина | -    | 0,000 Турбина | 1,500 Турбина |
| (I)          | -                   | -              | -                 | 0,000 Ожель  | -           | -             | -             | -    | -             | -             |
| (II)         | 0,300 Спидвей Ровно | 0,667 Мишкольц | 1,522 Ожель       | 1,695 Каскад | 0,867 Ванда | -             | -             | -    | -             | -             |
| Флаг Украины | -                   | 1,242 СКА      | 1,914 СКА-Фаворит | -            | -           | -             | -             | -    | -             | -             |
| Флаг Дании   | -                   | -              | 1,167 Эсбьерг     | -            | -           | -             | -             | -    | -             | -             |

## Достижения
| - Чемпионат России по спидвею среди юношей в командном зачёте — 2 место (2004, класс 125), 2 место (2007, класс 80) в личном зачёте — 2 место (2004, в категории 10-13 лет) - Чемпионат России по спидвею среди юниоров до 21 года: в командном зачёте — 1 место (2007) - Чемпионат России по спидвею в командном зачёте — 3 место (2014), 2 место (2016, 2017) в парном зачёте — 1 место (2014) - Чемпионат Украины по спидвею среди юниоров: в личном зачёте — 1 место (2008, 2010), 2 место (2009) - Чемпионат Украины по спидвею в личном зачёте —3 место (2009, 2012), 1 место (2011) в командном зачёте — 3 место (2009) в парном зачёте — 1 место (2009, 2011, 2012) - Кубок Украины по спидвею —2 место (2009, 2011) | На международных соревнованиях Юниорские соревнования ЛЧЕЮ — 7 место в ½ финала, (2009 ), 8 место в ½ финала, (2010) ), 12 место (2012 ) КЧЕЮ — 4 место (2010 ), 3 место (2012 ) ЛЧМЮ — 10 место в ¼ финала (2009 ), 15 место в ½ финала (2010 ), 8 место в ¼ финала (2011 ), 11 место в ½ финала (2012 ), КЧМЮ — 3 место (2011 ), 2 место в ¼ финала (2012 ) Взрослые соревнования ЛЧЕ — 17 место в ¼ финала (2009 ), 10 место в ½ финала (2010 ), 14 место (2011 ), 8 место в ½ финала (2012 ) ПЧЕ — 6 место в ½ финала (2011 ) КЕЧ — 3 место в ½ финала (2009, за «СКА»), 4 место (2010, за «Шахтёр»), 2 место (2011, за «Шахтёр») ККМ — 13 место (2011 , 2012 ) ЛЧМ — не участвовал Гран-При Челлендж 2011 – 13 место в ¼ финала Гран-При Челлендж 2012 – 12 место в ¼ финала Гран-При Челлендж 2013 – 13 место в ½ финала |  |